# Henderson (Tennessee)
Henderson – miasto w Stanach Zjednoczonych, w stanie Tennessee, w hrabstwie Chester. Według danych z 2000 roku miasto miało 5670 mieszkańców.